# トニー・リーダス
トニー・リーダス（Tony Reedus、1959年9月22日 - 2008年11月16日）は、アメリカ合衆国のジャズ・ドラマーである。
リーダスは最初、1980年代にウディ・ショウのバンドで演奏する機会を得た。彼はその後、デイヴ・ストライカー、マルグリュー・ミラー、アート・ブレイキー、マイク・ノック、ケニー・ギャレット、ジェイムス・ウィリアムス、アンソニー・ウォンジーらと共演し、リーダーとして3枚のアルバムを録音した。

## ディスコグラフィ

### リーダー・アルバム
- The Far Side (1988年、Jazz City)
- 『インコグニート』 - Incognito (1989年、Enja)
- Minor Thang (1996年、Criss Cross)
- 『ピープル・ゲット・レディ』 - People Get Ready (1998年、Sweet Basil) ※トニー・リーダス&アーバン・リレイションズ名義

### 参加アルバム
ジョアン・ブラッキーン
- Power Talk (1994年、Turnipseed)

ロビン・ユーバンクス & ステイーヴ・トゥーレ
- 『デディケーション』 - Dedication (1989年、JMT)

ベニー・ゴルソン
- 『アップ・ジャンプド・スプリング』 - Benny Golson Quartet (1990年、LRC Ltd.)
- Benny Golson Quartet Live (1991年、Dreyfus) ※1989年録音
- Domingo (1992年、Dreyfus)
- 『アイ・リメンバー・マイルス』 - I Remember Miles (1993年、Alfa Jazz)

ベニー・グリーン
- Prelude (1988年、Criss Cross)

ジェフリー・キーザー
- Waiting in the Wings (1989年、Sunnyside)

ハロルド・メイバーン
- 『メイバーンズ・グルーヴヤード』 - Mabern's Grooveyard (1996年、DIW)
- 『マヤ・ウィズ・ラヴ』 - Maya with Love (2000年、DIW)

マルグリュー・ミラー
- 『ウイングスパン』 - Wingspan (1987年、Landmark)
- Time and Again (1991年、Landmark)
- 『ウィズ・アワ・オウン・アイズ』 - With Our Own Eyes (1993年、Novus)

ウディ・ショウ
- 『ユナイテッド』 - United (1981年、Columbia)
- 『ロータス・フラワー』 - Lotus Flower (1982年、Enja)
- 『マスター・オブ・ジ・アート』 - Master of the Art (1982年、Elektra Musicia)
- 『ナイト・ミュージック』 - Night Music (1982年、Elektra Musicia)
- The Time Is Right (1983年、Red)

ジム・スナイデロ
- Tippin'  (2007年、Savant)

ジェームス・スポルディング
- The Smile of the Snake (1997年、HighNote)

ウォルト・ワイスコフ・クインテット
- Anytown (1998年、Criss Cross)

アンソニー・ウォンジー
- Blues for Hiroshi (2004年、Sharp Nine)